# Barbentane
Barbentane település Franciaországban, Bouches-du-Rhône megyében. Lakosainak száma 4262 fő (2022. január 1.). Barbentane Boulbon, Graveson, Rognonas, Tarascon, Les Angles, Aramon és Avignon községekkel határos.

## Népesség
A település népességének változása:
| Lakosok száma | 2795 | 3201 | 3273 | 3711 | 3956 | 4123 | 4143 | 4192 | 4228 | 4262 |
|               | 1968 | 1982 | 1990 | 2006 | 2013 | 2015 | 2017 | 2019 | 2020 | 2022 |